# Melipona amazonica
Melipona amazonica là một loài Hymenoptera trong họ Apidae. Loài này được Schulz mô tả khoa học năm 1905.